# 술라웨시노랑박쥐
술라웨시노랑박쥐(Scotophilus celebensis)는 애기박쥐과에 속하는 박쥐의 일종이다. 인도네시아에서만 발견된다.

## 특징
보통 크기의 박쥐로 몸길이가 75~80mm이고 전완장이 62.5~64mm이다. 겉모습에 대해 정확한 문헌 기록은 알려져 있지 않지만, 큰아시아노랑박쥐와 아주 유사하지만 좀더 크다.

## 생태
먹이는 곤충이다.

## 분포 및 서식지
술라웨시섬의 토착종이다.